# Pasivo exigible
El pasivo exigible es el conjunto de partidas contables que recogen la financiación obtenida por una empresa mediante entidades ajenas. Reúne sus obligaciones y deudas.
Puede ser de dos tipos:
- Pasivo exigible a corto plazo: (Pasivo corriente) Es la financiación obtenida gracias a entidades ajenas que tiene un vencimiento menor o igual a un período.
- Pasivo exigible a largo plazo: (Pasivo no corriente). Comprende las deudas contraídas por la empresa con vencimiento superior a un período.

Normalmente los períodos son de un año.
El pasivo exigible forma parte de la estructura financiera de la empresa, este constituye la manera en que dicha empresa obtiene financiación. Forma parte de la estructura financiera también el neto patrimonial o fondos propios.